# Barry Corbin
Leonard Barrie Corbin (Lamesa, Texas dia 16 de Outubro de 1940) é um ator, produtor, dublador, locutor, narrador, apresentador e cowboy americano, creditado em centenas de filmes, programas de televisão e video games, famoso no Brasil por interpretar o treinador Whitey Durham na série One Tree Hill, atualmente atua como o personagem Ed em Anger Management, série americana estrelada por Charlie Sheen. Foi casado duas vezes, com Marie Elyse Soape (1965-1972) e com Susan James Berger (1976-1993) e possui 4 filhos, 2 do primeiro casamento: Shannon Katy Ross e Bernard Weiss; e 2 do segundo casamento: James Barry e Christopher Clayton. Atualmente vive em Santa Mônica, Califórnia.

## Biografia
Corbin nasceu em Lamesa, a sede do Condado de Dawson, no sul de Lubbock, no oeste do Texas. Ele é o filho de Alma LaMerle Scott (1918-1994), uma professora de escola primária e Kilmer Blaine Corbin, (1919-1993), um advogado, juiz e democrata membro do Senado do Estado do Texas por dois mandatos 1949-1957. Corbin tem esse nome devido a uma homenagem feita por sua mãe ao escritor e dramaturgo James Matthew Barrie.
Ele jogou futebol americano brevemente na 8ª série, mas logo mudou-se para as artes, incluindo aulas de balé. Ele se formou na Monterey High School em Lubbock, Texas. Corbin estudou artes cênicas na Texas Tech University, também em Lubbock. Aos 21 anos, ele se juntou a Marinha dos Estados Unidos, serviu por dois anos e depois voltou para a Universidade, completar seus estudos.

## Carreira
Corbin começou sua carreira como um ator de peças de Shakespeare na década de 1960, mas hoje ele tem mais chances de ser visto no papel de um xerife local, líder militar, ou alguma outra figura de autoridade, embora de vez em quando, ele tem retratado vilões e assassinos também. Para os espectadores ele é bem lembrado como General Beringer em WarGames, o tio de John Travolta Bob Davis em Urban Cowboy, co-estrelando com Clint Eastwood em Any Which Way You Can, ou Roscoe Brown, do aclamado Lonesome Dove.
De 1979 a 1984 apareceu em vários episódios de Dallas como Xerife Fenton Washburn. Em 1983, Corbin co-estrelou na  famosa minissérie de televisão The Thorn Birds. Corbin interpretou Pete, que ensinou os filhos de Cleary como tosquiar ovelhas na gigantesca criação de ovelhas de sua tia Drogheda, em Austrália. Em 1983-1984, Corbin atuou como Merit Sawyer na série da NBC Boone. O papel da Corbin foi de um pai severo para o jovem ator Tom Byrd, que interpretou Boone Sawyer, um aspirante a cantor. Participou da série The Waltons, que foi feita na zona rural do Tennessee durante a década de 1950 e foi criado por Earl Hamner, que teve grande sucesso na CBS. De 1990 a 1995, Corbin retratou o ex-astronauta Maurice Minnifield na série da CBS Northern Exposure, pelo qual recebeu uma nomeação no Emmy Award.
Em 1994 Corbin narrou o aclamado documentário da TBS Moonshot, contando a história da década de 1960 sobre a corrida espacial a partir da primeira pessoa, do ponto de vista do astronauta da Mercury Seven, Deke Slayton. Entre 1996 e 1997 interpretou o personagem C.D. LeBlanc na série The Big Easy, sendo o único, junto com Tony Crane a atuar em todos os episódios das 2 temporadas. Em 2005 fez duas participações no programa Celebrity Poker Showdown onde teve que disputar uma partida de poker a fim de ajudar uma instituição de caridade caso vencesse.
Em 2007, ele interpretou o personagem de Clay Johnson, pai da Vice-prefeita Brenda Leigh Johnson na série The Closer.
Entre 2003 e 2008 Corbin interpretou Whitey Durham, o treinador de basquete dos Tree Hill Ravens na série da The WB/CW One Tree Hill. Ele também teve um papel no filme vencedor do Oscar 2008, Onde os Fracos Não Têm Vez. Corbin perdeu a maior parte de seu cabelo na década de 1990 devido a uma alopecia areata. Desde então, tem desempenhado várias funções com a cabeça raspada, vestindo um chapéu de cowboy, ou ocasionalmente, vestindo uma peruca. Corbin é voz carimbada da rádio KPLX em Fort Worth, Texas, e também faz propagandas e promos para a CMT e várias outras estações de rádio dos Estados Unidos.

## Vida pessoal
Muitos de seus filmes foram westerns, e a proficiência de Corbin na sela não é só em cena. Corbin ganhou muitas competições de Cutting em cavalos antes de atuar em filmes. Grande parte do seu tempo livre é gasto montando cavalos e cuidando do gado em sua pequena fazenda perto de Fort Worth, Texas. Ele ofereceu seu tempo para a caridade por muitos anos, incluindo rodeios e ser porta-voz da Fundação Nacional de Alopecia Areata. Em 2006, ele participou do centenário de Lubbock, entrando para o Hall da Fama da cidade. Corbin foi citado como sendo um ávido entusiasta da equitação.
Corbin vive na fazenda com sua filha, Shannon Ross (nascida em 1965) e netos. Shannon tinha sido adotada quando criança, sua mãe biológica, que tinha um caso com Corbin, doou a criança através da Casa de Missão Metodista em San Antonio, sem ter dito a Corbin sobre a gravidez. Corbin encontrou Shannon em junho de 1991, quando tinha vinte e seis anos. Corbin tem três filhos: Bernard (nascido em 1970), Jim (nascido em 1979) e Christopher (nascido em 1982). Ele e sua segunda esposa, Susan Berger, se divorciaram em 1992.
Em 2009, Corbin foi introduzido no Texas Cowboy Hall of Fame em Fort Worth. Uma pintura recente de Corbin foi colocado na exposição do museu. Corbin apareceu em reuniões da American Cowboy Culture Association, que detém os direitos da anual National Cowboy Symposium and Celebration a cada setembro, em Lubbock.
Em setembro de 2011, Corbin recebeu um Lifetime Achievement Award no Estes Park Film Festival, em Estes Park, Colorado. O Texas Film Hall of Fame foi empossado a Corbin em sua participação em 8 de março de 2012.

## Filmografia

### Filmes
| Ano  | Titulo                                           | Papel                         | Formato             |
| ---- | ------------------------------------------------ | ----------------------------- | ------------------- |
| 1974 | The Super Cops                                   | Espectador na escada          | Longa-metragem      |
| 1980 | Urban Cowboy                                     | Uncle Bob                     | Longa-metragem      |
| 1980 | Rage!                                            | Resident #5                   | Longa-metragem (TV) |
| 1980 | Stir Crazy                                       | Warden Walter Beatty          | Longa-metragem      |
| 1980 | Any Which Way You Can!                           | Fat Zack                      | Longa-metragem      |
| 1981 | This House Possessed                             | Tenente Fletcher              | Longa-metragem (TV) |
| 1981 | The Killing of Randy Webster!                    | Nick Hanson                   | Longa-metragem (TV) |
| 1981 | Murder in Texas                                  | Dist. Atty. McMasters         | Longa-metragem (TV) |
| 1981 | Bitter Harvest!                                  | Dr. Agajanian                 | Longa-metragem (TV) |
| 1981 | The Night the Lights Went Out in Georgia         | Wimbish                       | Longa-metragem      |
| 1981 | Dead & Buried!                                   | Phil                          | Longa-metragem      |
| 1981 | Norma Rae                                        | Vernon Witchard               | Longa-metragem (TV) |
| 1982 | Fantasies !                                      | Naylor                        | Longa-metragem (TV) |
| 1982 | Prime Suspect                                    | Bob Austin                    | Longa-metragem (TV) |
| 1982 | Six Pack                                         | Sheriff                       | Longa-metragem      |
| 1982 | The Best Little Whorehouse in Texas              | C.J.                          | Longa-metragem      |
| 1982 | Bus Stop                                         | Virgil Blessing               | Longa-metragem (TV) |
| 1982 | Honkytonk Man                                    | Arnspriger                    | Longa-metragem      |
| 1983 | WarGames                                         | General Beringer              | Longa-metragem      |
| 1983 | Travis McGee                                     | Sheriff Hack Ames             | Longa-metragem (TV) |
| 1983 | The Man Who Loved Women                          | Roy Carr                      | Longa-metragem      |
| 1984 | Flight 90: Disaster on the Potomac               | Burt Hamilton                 | Longa-metragem (TV) |
| 1984 | The Jesse Owens Story                            | Judge                         | Longa-metragem (TV) |
| 1984 | Fatal Vision                                     | Franz Grebner                 | Longa-metragem (TV) |
| 1984 | The Ratings Game                                 | The Colonel                   | Longa-metragem (TV) |
| 1985 | What Comes Around                                | Leon Redden                   | Longa-metragem      |
| 1985 | My Science Project                               | Lew Harlan                    | Longa-metragem      |
| 1986 | The Defiant Ones                                 | Floyd Carpenter               | Longa-metragem (TV) |
| 1986 | Under Siege                                      | Sem nome                      | Longa-metragem (TV) |
| 1986 | Maggie                                           | Jimmy Scott Farnsworth        | Longa-metragem (TV) |
| 1986 | C.A.T. Squad                                     | The Director                  | Longa-metragem (TV) |
| 1986 | Nothing in Common                                | Andrew Woolridge              | Longa-metragem      |
| 1986 | Hard Traveling                                   | Frank Burton                  | Longa-metragem      |
| 1986 | Firefighter                                      | Capt. Johnson                 | Longa-metragem (TV) |
| 1987 | Warm Hearts, Cold Feet                           | Max                           | Longa-metragem (TV) |
| 1987 | LBJ: The Early Years                             | Judge Alvin J. Wirtz          | Longa-metragem (TV) |
| 1987 | Off the Mark                                     | Walt Warner                   | Longa-metragem      |
| 1987 | Under Cover                                      | Sergeant Irwin Lee            | Longa-metragem      |
| 1988 | Man Against the Mob                              | Big Mac McCleary              | Longa-metragem (TV) |
| 1988 | Stranger on My Land                              | Gil                           | Longa-metragem (TV) |
| 1988 | Permanent Record                                 | Jim Sinclair                  | Longa-metragem      |
| 1988 | Critters 2                                       | Harv                          | Longa-metragem      |
| 1988 | It Takes Two                                     | George Lawrence               | Longa-metragem      |
| 1988 | Secret Witness                                   | Sheriff                       | Longa-metragem (TV) |
| 1988 | The People Across the Lake                       | Malcolm Bryce                 | Longa-metragem (TV) |
| 1989 | Who's Harry Crumb?                               | P.J. Downing                  | Longa-metragem      |
| 1989 | I Know My First Name Is Steven                   | Officer Warner                | Longa-metragem (TV) |
| 1989 | Red King, White Knight                           | Bentick                       | Longa-metragem (TV) |
| 1989 | Spooner                                          | Sem nome                      | Longa-metragem (TV) |
| 1990 | Short Time                                       | Captain                       | Longa-metragem      |
| 1990 | Last Flight Out                                  | Capt. Bob Berg                | Longa-metragem (TV) |
| 1990 | Ghost Dad                                        | Mr. Emery Collins             | Longa-metragem      |
| 1990 | The Hot Spot                                     | Sheriff                       | Longa-metragem      |
| 1991 | The Chase                                        | Wallis                        | Longa-metragem (TV) |
| 1991 | Career Opportunities                             | Officer Don                   | Longa-metragem      |
| 1991 | Conagher                                         | Charlie McCloud, Stage Driver | Longa-metragem (TV) |
| 1992 | The Keys                                         | Earl                          | Longa-metragem (TV) |
| 1995 | Virus                                            | Dr. Clayman                   | Longa-metragem (TV) |
| 1995 | Siringo                                          | Marshal John Llewellyn        | Longa-metragem (TV) |
| 1995 | Deadly Family Secrets                            | Mr. Potter                    | Longa-metragem (TV) |
| 1996 | Kiss and Tell                                    | George Reed                   | Longa-metragem (TV) |
| 1996 | My Son Is Innocent                               | Dan Pendleton                 | Longa-metragem (TV) |
| 1996 | Solo                                             | General Clyde Haynes          | Longa-metragem      |
| 1996 | Curdled                                          | Lodger                        | Longa-metragem      |
| 1997 | The Hired Heart                                  | Mike Hadley                   | Longa-metragem (TV) |
| 1997 | The Fanatics                                     | Robert Blister                | Longa-metragem      |
| 1999 | Judgment Day: The Ellie Nesler Story             | Tony Serra                    | Longa-metragem      |
| 1999 | A Face to Kill for                               | Frank Hadley                  | Longa-metragem (TV) |
| 1999 | Sealed with a Kiss                               | Wink 'Pop' Blake              | Longa-metragem (TV) |
| 1999 | Held Up                                          | Pembry                        | Longa-metragem      |
| 2000 | Timequest                                        | Lyndon Johnson                | Longa-metragem      |
| 2001 | Crossfire Trail                                  | Sheriff Walter Moncrief       | Longa-metragem (TV) |
| 2001 | The Journeyman                                   | Charlie Ledbetter             | Longa-metragem      |
| 2001 | No One Can Hear You                              | Sheriff Joe Webster           | Longa-metragem      |
| 2001 | Race to Space                                    | Earl Vestal                   | Longa-metragem      |
| 2001 | The Gristle                                      | Senator Dorm                  | Longa-metragem      |
| 2002 | Clover Bend                                      | Cotton                        | Longa-metragem      |
| 2002 | Hope Ranch                                       | Shorty                        | Longa-metragem (TV) |
| 2003 | Monte Walsh                                      | Bob the Storekeeper           | Longa-metragem (TV) |
| 2003 | Dunsmore                                         | Sheriff Breen                 | Longa-metragem      |
| 2003 | Tin Can Shinny                                   | Daddy Jack                    | Longa-metragem      |
| 2003 | Blackwater Elegy                                 | J.T.                          | Curta-metragem      |
| 2005 | Yesterday's Dreams                               | Pastor                        | Longa-metragem      |
| 2005 | River's End                                      | Sheriff 'Buster' Watkins      | Longa-metragem      |
| 2005 | Godless.                                         | Buck                          | Curta-metragem      |
| 2005 | The Dukes of Hazzard                             | Mr. Pullman                   | Longa-metragem      |
| 2005 | Alien Express                                    | Senator Frank Rawlings        | Longa-metragem (TV) |
| 2006 | Hidden Places                                    | Sheriff                       | Longa-metragem (TV) |
| 2006 | Waitin' to Live                                  | Buford Pike                   | Longa-metragem      |
| 2006 | Beautiful Dreamer                                | Grandpa                       | Longa-metragem      |
| 2007 | A Death in the Woods                             | Sheriff Roller (Produtor)     | Curta-metragem      |
| 2007 | No Country for Old Men                           | Ellis                         | Longa-metragem      |
| 2007 | The Grand                                        | Jimminy 'Lucky' Faro          | Longa-metragem      |
| 2007 | Trail End                                        | Hank                          | Curta-metragem      |
| 2007 | In the Valley of Elah                            | Arnold Bickman                | Longa-metragem      |
| 2008 | Lake City                                        | George                        | Longa-metragem      |
| 2008 | Beer for My Horses                               | Buck Baker                    | Longa-metragem      |
| 2009 | Wyvern                                           | Hass                          | Longa-metragem (TV) |
| 2009 | That Evening Sun                                 | Thurl Chessor                 | Longa-metragem      |
| 2009 | Not Since You                                    | Uncle Dennis                  | Longa-metragem      |
| 2009 | Ben 10: Alien Swarm                              | Grandpa Max Tennyson          | Longa-metragem (TV) |
| 2009 | Feed the Fish                                    | Axel Andersen (Produtor)      | Longa-metragem      |
| 2010 | Provinces of Night                               | Itchy                         | Longa-metragem      |
| 2010 | Rising Stars                                     | Farmer                        | Longa-metragem      |
| 2010 | Nonames                                          | Ed                            | Longa-metragem      |
| 2010 | The Next Door Neighbor                           | Judge Rodgers                 | Longa-metragem      |
| 2011 | Sedona                                           | Les                           | Longa-metragem      |
| 2011 | Valley of the Sun                                | Gene Taggart                  | Longa-metragem      |
| 2011 | Universal Squadrons                              | Deakin                        | Longa-metragem      |
| 2011 | For Robbing the Dead                             | Judge Smith                   | Longa-metragem      |
| 2011 | 3 Blind Saints                                   | Sem nome                      | Longa-metragem      |
| 2012 | Ghoul                                            | Grandfather                   | Longa-metragem (TV) |
| 2012 | Cinema Six                                       | Roger                         | Longa-metragem      |
| 2012 | The Man Who Shook the Hand of Vicente Fernandez2 | Walker                        | Longa-metragem      |
| 2013 | Thriftstore Cowboy                               | Ray Jennings                  | Longa-metragem      |
| 2013 | Shadow on the Mesa                               | Jake Rawlins                  | Longa-metragem (TV) |
| 2013 | Metropolis II: Highway to Heaven                 | Grandpa                       | Curta-metragem      |
| 2013 | Beyond the Farthest Star                         | Chief Burns                   | Longa-metragem      |
| 2013 | The Home                                         | Ernest                        | Longa-metragem      |
| 2013 | This Is Where We Live                            | Bode                          | Longa-metragem      |
| 2014 | Dawn of the Crescent Moon                        | Cyrus                         | Longa-metragem      |
| 2014 | The Homesman                                     | Buster Shaver                 | Longa-metragem      |
| 2014 | Finding Harmony                                  | Grady Pickett                 | Longa-metragem      |
| 2014 | Mountain Top                                     | Sam Miller                    | Longa-metragem      |
| 2014 | Object Eleven                                    | Cameron                       | Longa-metragem      |
| 2015 | Starbright                                       | Bud                           | Longa-metragem      |
| 2016 | New Life                                         | Oscar                         | Longa-metragem      |
| 2017 | All Saints                                       | Forrest                       | Longa-metragem      |

### Séries
| Ano           | Título                    | Papel                             | Notas         |
| ------------- | ------------------------- | --------------------------------- | ------------- |
| 1976          | Movin' On                 | Waldo                             | 1 episódio    |
| 1976          | NBC Special Treat         | Stokey Andrews                    | 1 episódio    |
| 1979-1984     | Dallas                    | Sheriff Fenton Washburn           | 9 episódios   |
| 1981          | M*A*S*H                   | Sgt. Joe Vickers                  | 1 episódio    |
| 1982          | Hart to Hart              | Sheriff Bud Williams              | 1 episódio    |
| 1982          | American Playhouse        | Abernathy                         | 1 episódio    |
| 1983          | The Thorn Birds           | Pete                              | 4 episódios   |
| 1983          | Tucker's Witch            | Ted Lomax                         | 1 episódio    |
| 1983-1984     | Boone                     | Merit Sawyer                      | 13 episódios  |
| 1984          | Hill Street Blues         | Monty Tasco                       | 1 episódio    |
| 1984          | The Duck Factory          | Hubbell                           | 1 episódio    |
| 1985          | A Death in California     | Asst. Dist. Atty. Jim Heusdens    | 2 episódios   |
| 1985          | Washingtoon               | Senator Bunky Muntner             | 10 episódios  |
| 1986          | The A-Team                | J.J. Kincaid                      | 1 episódio    |
| 1986          | The Twilight Zone         | Pete Siekovich                    | 1 episódio    |
| 1986          | Tall Tales & Legends      | Mr. Jenkins                       | 1 episódio    |
| 1987          | Murder, She Wrote         | Lt. Lou Flannigan                 | 1 episódio    |
| 1987          | Matlock                   | Army Col. Steven McRea            | 2 episódios   |
| 1987          | Spies                     | Thomas Brady 'C of B'             | 1 episódio    |
| 1987          | Mr. President             | Bullard                           | 1 episódio    |
| 1987-1988     | Disneyland                | Jimmy Crockett Elmore             | 2 episódios   |
| 1989          | Lonesome Dove             | Roscoe Brown                      | 4 episódios   |
| 1989          | Designing Women           | Mr. Frazier #2                    | 1 episódio    |
| 1989          | Amen                      | Capt. King                        | 1 episódio    |
| 1989          | The Famous Teddy Z        | Zed Westhymer                     | 2 episódios   |
| 1990-1995     | Northern Exposure         | Maurice J. Minnifield Mace Mobrey | 110 episódios |
| 1995          | Murphy Brown              | Richard Cooper                    | 1 episódio    |
| 1995          | Raising Caines            | Sem nome                          | 1 episódio    |
| 1996          | Ellen                     | Jack Penney                       | 1 episódio    |
| 1996-1997     | The Big Easy              | C.D. LeBlanc                      | 35 episódios  |
| 1997          | Ink                       | Dylan                             | 1 episódio    |
| 1997          | Columbo                   | Clifford Calvert                  | 1 episódio    |
| 1998          | The Magnificent Seven     | Wickes                            | 1 episódio    |
| 1998          | The Closer                | Angus Clayton                     | 1 episódio    |
| 1998          | Spin City                 | Peter Noland                      | 1 episódio    |
| 1998          | JAG                       | Percival Bertram                  | 1 episódio    |
| 1998          | The Drew Carey Show       | Chuck Fifer                       | 2 episódios   |
| 1999          | The Outer Limits          | Carlton Powers                    | 1 episódio    |
| 1999          | Chicken Soup for the Soul | Doctor                            | 1 episódio    |
| 1999          | Walker, Texas Ranger      | Ben Crowder                       | 1 episódio    |
| 2001          | Mysterious Ways           | Prof. Rudy Sullivan               | 1 episódio    |
| 2002          | Reba                      | JV                                | 1 episódio    |
| 2002          | Going to California       | Sheriff George Mathers            | 1 episódio    |
| 2003-2009     | One Tree Hill             | Coach Whitey Durham               | 90 episódios  |
| 2005          | Unscripted                | Ele mesmo                         | 1 episódio    |
| 2007-2012     | The Closer                | Clay Johnson                      | 13 episódios  |
| 2008          | Psych                     | Billy Joe                         | 1 episódio    |
| 2008-2009     | The Unit                  | Carson                            | 2 episódios   |
| 2012          | Army Wives                | Veteran patient                   | 1 episódio    |
| 2012          | Modern Family             | Merle Tucker                      | 1 episódio    |
| 2012-presente | Suit Up                   | Dick Devereaux                    | 16 episódios  |
| 2012-2014     | Anger Management          | Ed                                | 56 episódios  |
| 2013          | Dallas                    | Executor                          | 1 episódio    |
| 2016- 2020    | The Ranch                 | Dale Rivers                       | 32 episódios  |

### Documentários
| Ano  | Título                                                        | Papel                   |
| ---- | ------------------------------------------------------------- | ----------------------- |
| 1994 | Moon Shot                                                     | Narrador                |
| 1995 | Fate of the Plains                                            | Apresentador e Narrador |
| 2001 | Drive-in Movie Memories                                       | Ele mesmo               |
| 2004 | The Fort Fisher Hermit: The Life & Death of Robert E. Harrill | Narrador                |
| 2008 | A Fair to Remember                                            | Narrador                |
| 2010 | For Love of Liberty: The Story of America's Black Patriots    | Narrador                |
| 2011 | How We Covered It                                             | Ele mesmo               |

### Dublagem
| Ano  | Título                | Papel       | Notas      |
| ---- | --------------------- | ----------- | ---------- |
| 1995 | Life with Louie       | Uncle Sammy | 1 episódio |
| 1999 | King of the Hill      | Fire Chief  | 1 episódio |
| 2012 | The Looney Tunes Show | Santa Claus | 1 episódio |

### Apresentador
| Ano  | Título                  | Função                  | Notas                      |
| ---- | ----------------------- | ----------------------- | -------------------------- |
| 1995 | Fate of the Plains      | Apresentador e Narrador | Documentário               |
| 2000 | Texas Tales and Legends | Apresentador e Narrador | Programa de TV, 1 episódio |

### Games
| Ano  | Título                                     | Personagem           | Função   | Console                                                  |
| ---- | ------------------------------------------ | -------------------- | -------- | -------------------------------------------------------- |
| 1996 | Steven Spielberg's Director's Chair        | Warden               | Dublagem | Microsoft Windows Macintosh                              |
| 1996 | The Pandora Directive                      | Jackson Cross        | atuação  | MS-DOS                                                   |
| 1997 | KKND: Krush, Kill 'N Destroy               | Human General        | Dublagem | MS-DOS Microsoft Windows                                 |
| 1998 | Command & Conquer: Red Alert - Retaliation | General Ben Carville | atuação  | MS-DOS Microsoft Windows PlayStation PlayStation Network |
| 2000 | Command & Conquer: Red Alert 2             | General Ben Carville | atuação  | Microsoft Windows                                        |
| 2001 | Command & Conquer: Yuri's Revenge          | General Ben Carville | atuação  | Microsoft Windows                                        |
| 2017 | Madden NFL 18                              | Coach Hank Jamison   | Atuação  | PlayStation 4 Xbox One                                   |

### Produção
| Ano  | Título               | Personagem     | Formato        |
| ---- | -------------------- | -------------- | -------------- |
| 2007 | A Death in the Woods | Sheriff Roller | Curta-Metragem |
| 2009 | Feed the Fish        | Axel Andersen  | Longa-metragem |